# Imre Győrffy
Imre Győrffy, né le 20 décembre 1905 à Budapest et mort en 1980, est un coureur cycliste hongrois. Il a participé à l'épreuve de vitesse aux Jeux olympiques d'été de 1936.
Il est le frère de Irén Győrffy (en) qui a participé au 100 mètres dos féminin aux Jeux olympiques d'été de 1936.

## Biographie
Imre Győrffy commence le cyclisme en 1926 sous les couleurs de Nyomdász TE, principalement dans les courses sur route. En 1929, il rejoint le Ferencvárosi Torna Club de Budapest  et se tourne vers les courses sur piste. Il remporte le championnat de vitesse de Hongrie en 1929, 1930 et 1932, et en tandem en 1932 et 1933.
En 1932, souhaitant participer aux Jeux olympiques de Los Angeles en course sur route, il prend le départ de Budapest pour Hambourg, à vélo, avec le projet de trouver un emploi sur un bateau traversant l'océan et de rejoindre Los Angeles à vélo,,. Il est obligé d'abandonner à la frontière autrichienne. En 1936, il participe aux Jeux olympiques de Berlin dans l'épreuve de vitesse, il est qualifié pour les huitièmes de finale,.
Au cours de sa carrière, Győrffy s'est souvent heurté à la direction de la Fédération hongroise de cyclisme, il a donc été banni à plusieurs reprises. En 1936, il est  banni définitivement pour ses actions contre l’un de ses concurrents. Il souhaite revenir en 1939 et fait appel, mais l'association n'annule pas sa suspension et il prend donc sa retraite.
Après avoir terminé sa carrière sportive, Győrffy a continué à travailler comme entraîneur fédéral et a ouvert son propre atelier de réparation de vélos.

## Palmarès

### Palmarès sur piste
- Champion de vitesse de Hongrie : 1929, 1930 et 1932, 2e en 1931[8]
- Champion de tandem de Hongrie : 1932 et 1933

### Palmarès sur route
- 2e du championnat de Hongrie sur route en 1927, 3e en 1933